# 郑万钧
郑万钧（1908年6月24日—1987年7月25日），男，江苏徐州人，中国林学和树木学家，中国科学院院士。

## 生平
出生于江苏徐州的一个商人家庭，早年曾在一家法国人开办的职业学校中读书。13岁时考入江苏省立第一农业学校林科，1924年毕业后留校工作。后由钱崇澍推荐到国立东南大学，破格提升为树木学助理。1929年至1939年，郑万钧在中国科学社生物研究所担任植物学研究员，在此期间他从事了大量中国森林植物调查研究工作。
1939年4月，他被派往法国图卢兹大学森林研究所，年底即通过论文答辩，获得了科学博士学位。
回国后，郑万钧先后担任云南大学（1939年至1944年）、中央大学（1944年至1949年）教授等职。1948年与胡先骕共同发表植物新种——水杉，引起轰动。1949年至1952年，郑万钧任南京大学农学院林学系教授、系主任、副院长。1952年全国院系调整后，任南京林学院教授、副院长、院长。1955年被选为中国科学院生物学部委员。
晚年主编了《中国植物志》第七卷、《中国主要树种选林技术》和《中国树木志》一、二卷等著作。